# ترواس الإسكندرية

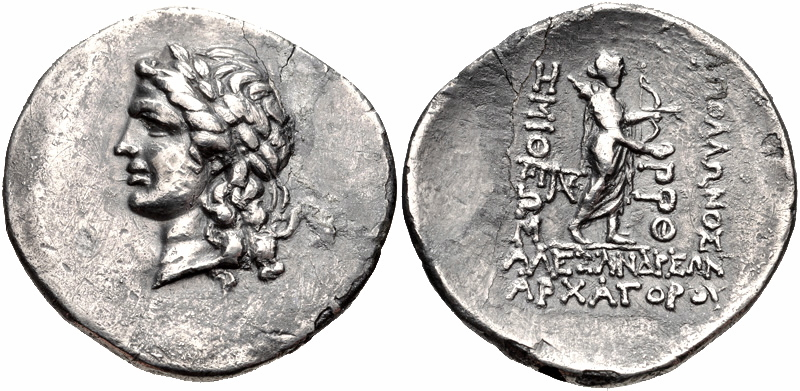
عملة (دراخما) من ألكسندريا، من 102 إلي 66 قبل الميلاد. الوجه: الرئيس الحائز على جائزة أبولو. العكس: أبولو سمينثيوس واقفًا، جعبة على الكتف، وقوس وأسهم.

ترواس الإسكندرية «إسكندرية الطرواد»؛ (باليونانية: Αλεξάνδρεια Τρωάς)؛ (بالتركية: Eski Stambul)) هو موقع مدينة يونانية قديمة تقع على بحر إيجة بالقرب من الطرف الشمالي من الساحل الغربي لتركيا، تينيدوس (بوزكادا الحديثة). وهي تقع جنوب شرق داليان الحديثة، وهي قرية في منطقة إزين في مقاطعة جاناكالي. الموقع يمتد على ما يقدر ب 400 هكتار (990 فدان)؛ من بين الهياكل القليلة المتبقية اليوم ثرمى مدمر، بناء أوديون، مسرح، مجمع  وملعب كشف مؤخرا. لا يزال يمكن تتبع دائرة الجدران القديمة.

## تاريخ

### الدراسات الهلينستية
وفقا لسترابو، كان يسمى هذا الموقع لأول مرة سيجيا. حوالي 306 قبل الميلاد. أعاد أنتيغونوس تسمية المدينة باعتبارها ترواس أنتيغونيا التي توسعت بشكل كبير من خلال توطين سكان من خمس مدن أخرى في سيجيا، بما في ذلك مدينة ناندريا ذات النفوذ المؤثرة. لم تتلق اسمها حتى تم تغيير اسمها من قبل ليسيماخوس إلى ترواس الإسكندرية، في 301 قبل الميلاد، في ذكرى الإسكندر الأكبر المقدوني (بلينيوس الأكبر يقول في رأيه، أن الاسم تغير من أنتيغونيا إلى الإسكندرية). ومع ذلك، وجهة نظر بليني ليست صحيحة، لأن المدينة استمرت في تسميتها الإسكندرية ترواس، ذلك ذكر في القرن الرابع والخامس قبل الميلاد. أد تابولا بيوتينجيريانا. وبوصفها الميناء الرئيسي لشمال غرب آسيا الصغرى، ازدهر المكان كثيرا في العصر الروماني، وأصبحت «مدينة حرة ومستقلة» في وقت مبكر من عام 188 قبل الميلاد، ولا تزال القائمة تشهد بما فيه الكفاية على أهميتها السابقة. في ذروة المدينة قد يكون عدد سكانها حوالي 100 ألف. يذكر سترابو أن مستعمرة رومانية تم إنشاؤها في هذا الموقع في عهد أوغسطس، واسمها إسكندرية المستعمرة ترواس أوغوستا (تسمى ببساطة ترواس خلال هذه الفترة). أوغسطس، هادريان وغني النحو هيروديز أتيكوس ساهم كثيرا في تجميلها. القناة التي لا تزال محفوظة بسبب هذا الأخير. يعتبر قسطنطين الأول صنع ترواس عاصمة الإمبراطورية الرومانية.

### الرومانية
في العصر الروماني، كان ميناء مهم للسفر بين الأناضول وأوروبا. بولس الطرسوسي أبحر لأوروبا للمرة الأولى من ترواس الإسكندرية وعاد إلى هناك من أوروبا (كان هناك لأن حلقة رفع يوتيتشوس حدثت في وقت لاحق). اغناطيوس أنطاكية توقف أيضا في هذه المدينة قبل مواصلة استشهاده في روما.

### البيزنطية
العديد من الأساقفة في وقت لاحق عُرفوا: مارينوس في عام 325؛ نيكونيوس في عام 344؛ سيلفانوس في بداية القرن الخامس. بيونيوس في عام 451؛ ليو في عام 787. أعطيت ترواس كأسقف مساعد من كيزيكوس ومتميزة من طروادة الشهيرة (هاينريش جيلزر، أونجروكتيت... تيكست دير نوتيتياي إبيسكوباتوم عام 552.
ترواس أيضا عنوان لرؤية الكنيسة الأرثوذكسية تحت البطريركية المسكونية. أسقف ترواس سافاس (زمبيلاس) خدم تدريجيًا من 2002 إلى 2011، ثم أصبح متروبوليتان سافاس (زيمبيلاس) من بيتسبرغ في أبرشية الأرثوذكسية اليونانية الأرثوذكسية الأمريكية.

### العثمانية
استقر بنو قرا صي أتراك الأوغوز في منطقة طرواد في القرن الرابع عشر. غزوت إمارات الأناضول من قبل العثمانيين في عام 1336. أصبحت أنقاض ترواس الإسكندرية معروفة بين الأتراك باسم اسكي ستامبول، «المدينة القديمة». وكانت حجارة الموقع نهبت كثيرا لبناء مواد (على سبيل المثال شيد محمد الرابع أعمدة لتزين مسجد يني والدة في إسطنبول). واعتبارا من منتصف القرن الثامن عشر كان الموقع بمثابة «مكان بارز لبانديتي».

### العصر الحالي
بحلول عام 1911، كان الموقع متجاوزا مع أوكس فالونيا ونهب الكثير منه، ولكن دائرة الجدران القديمة لا تزال يمكن تتبعها، وفي العديد من الأماكن التي تم الحفاظ عليها بشكل جيد إلى حد ما. كان لديهم محيط حوالي عشرة كيلومترات، وكانت محصنة بأبراج على فترات منتظمة. يمكن العثور على بقايا الثرمي ومجمع الألعاب الرياضية داخل هذه المنطقة. هذا المبنى هو المعروف محليا باسم بال سراي (قصر العسل) وكان في الأصل هب من قبل هيروديز أتيكوس في العام 135. بني تراجان قناة يمكن تتبعها إلى الآن. كان للميناء حوضين كبيرين، اختنقا تقريبا بالرمال. هذا هو موضوع دراسة أوائل القرن الحادي والعشرين من قبل علماء الآثار الألمان، الحفر والمسح في الموقع. كشفت حفرياتهم عن بقايا ملعب كبير يعود تاريخه إلى حوالي 100 قبل الميلاد.